# V396 Андромеды
V396 Андромеды (лат. V396 Andromedae), HD 223661 — двойная звезда в созвездии Андромеды на расстоянии приблизительно 730 световых лет (около 224 парсеков) от Солнца. Видимая звёздная величина звезды — от +7,95m до +7,92m. Возраст звезды определён как около 1,3 млрд лет.

## Характеристики
Первый компонент — жёлто-белая пульсирующая переменная звезда типа Дельты Щита (DSCTC) спектрального класса F0. Масса — около 2,143 солнечных, радиус — около 3,682 солнечных, светимость — около 28,847 солнечных. Эффективная температура — около 6985 K.
Второй компонент — красный карлик спектрального класса M. Масса — около 86,08 юпитерианских (0,0822 солнечной). Удалён на 1,928 а.е..